# Stor vasslända
Stor vasslända (Leptophlebia marginata) är en dagsländeart som först beskrevs av Carl von Linné 1767.  Stor vasslända ingår i släktet Leptophlebia, och familjen starrdagsländor. Den kan bli upp till 13 mm. Larven är 8-11 mm och har tvådelade gälblad. Den är allmän i vegetation i mindra sjöar med humusrikt vatten. Flygtid är april-juli. Arten är reproducerande i Sverige.

## Bildgalleri

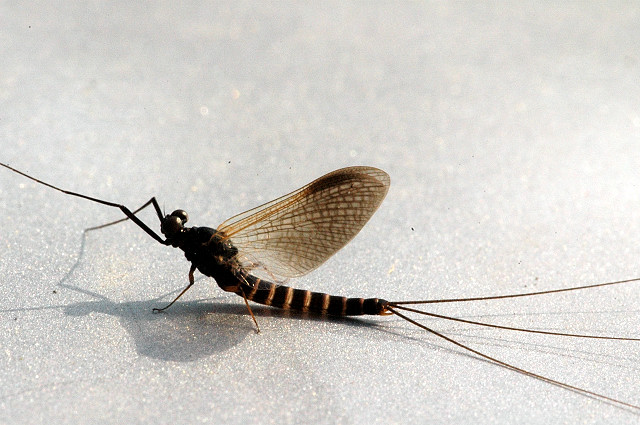
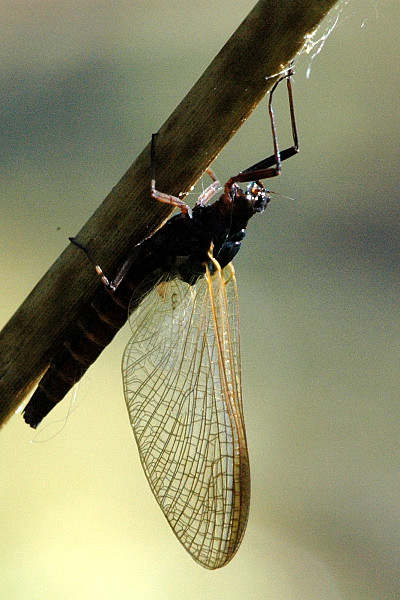